# Glissando
Glissando is de Italiaanse muziekterm voor het glijden van de ene toon naar de andere op muziekinstrumenten die zich daarvoor lenen zoals: viool, trombone, gitaar, zang. Op toetsinstrumenten zoals een piano is een glissando alleen diatonisch op de witte toetsen of pentatonisch op de zwarte toetsen mogelijk, op bijvoorbeeld klarinet wordt het veelal uitgevoerd met gebruik van een combinatie van kleppen- en riettechniek, waardoor het een zeer instrumentspecifieke klank verkrijgt.
De Rhapsody in Blue van George Gershwin begint met een glissando van een klarinet. Dancing Queen van ABBA begint eveneens met een glissando op de piano.
Een verwante techniek is portamento. Hierbij laten doorgaans alleen begintoon en eindtoon een indruk van toonhoogte achter; de tussenliggende tonen worden niet noodzakelijkerwijs gespeeld. Verwarrend genoeg wordt een glissando op een MIDI-synthesizer meestal aangeduid als 'portamento'.

## Pianoglissando's
In de pianoliteratuur treft men (reeds vanaf Beethoven en tijdgenoten) vele vormen van glissando's aan. Zo kent men de genoemde eenvoudige witte-toetsen-glissando's, maar er bestaan ook combinaties van glissando's, zogeheten dubbelglissando's, waarbij bijvoorbeeld een gelijktijdig glissando op witte en zwarte toetsen, of twee-witte-toetsen-glissando's met een interval ertussen worden gespeeld (bijvoorbeeld een octaaf- of tertsglissando). De uitvoering van glissando's vergt een speciale speeltechniek, waarbij doorgaans de zijkant van een vinger of de nagel wordt gebruikt. In een octaafglissando omhoog wordt de duim gebruikt in combinatie met een sterk gekrulde pink, die dan met de nagel speelt. Als dit octaafglissando neerwaarts gaat wordt de duimnagel in combinatie met het vlees van de pink gebruikt. De snelheid van de arm bepaalt de snelheid van het glissando. Sommige geoefende pianisten kunnen met één hand zelfs een akkoordglissando spelen waarbij drie of vier toetsen tegelijk worden gebruikt. Bij het spelen van een glissando op een keyboard zonder gewogen toetsen kan ook de handpalm gebruikt worden om een glissando te maken, omdat er minder kracht nodig is om de toetsen in te drukken.
Het te veelvuldig oefenen van glissando's kan gevolgen hebben voor de gezondheid: er kunnen door de wrijving blaren of schaafwonden ontstaan aan de vinger indien men te vaak dezelfde glissando met het 'vlees' oefent.

### Voorbeelden van octaafglissando's uit de pianoliteratuur
- Beethoven - Eerste Pianoconcert
- Beethoven - Pianosonate No. 21 (Waldstein Sonate) (3e deel)
- Weber - Konzertstück in f klein
- Brahms - Variaties op een thema van Paganini
- Balakirev - Islamej, Oriëntaalse Fantasie
- Liszt - Mephisto Wals Nr. 1

### Voorbeelden van akkoordglissando's uit de pianoliteratuur
- Focus - Sylvia

## Notatie
Een glissando wordt doorgaans genoteerd met een golvend of recht lijntje tussen de eerste en laatste noot. Ook komt de afkorting 'gliss.' voor. Doorgaans wordt behoudens uitzonderingen niet genoteerd of het een diatonisch, chromatisch of continu glissando is, omdat dit mede instrumentafhankelijk is. Soms komt de aanduiding van witte of zwarte toetsen voor bij pianoglissando's.

## Orgel
Zowel op elektronische orgels, pijporgels als op virtuele orgels kan een glissando worden gespeeld. Voorbeeld daarvan is de compositie Stormy Weather Blues van Barbara Dennerlein, gespeeld op pijporgel en waarin verschillende keren een glissando voorkomt.